# Arjamga, Chitapur
Arjamga là một làng thuộc tehsil Chitapur, huyện Gulbarga, bang Karnataka, Ấn Độ.